# Thomas Frey
Thomas Frey (Colmar, 16 novembre 1984) è un ex sciatore alpino francese.

## Biografia
Esordì in gare riconosciute dalla FIS il 25 novembre 1999 giungendo 78º in uno slalom speciale a Tignes valido come gara FIS. Esordì in Coppa Europa il 10 dicembre 2002 a San Vigilio in slalom gigante e in Coppa del Mondo il 7 febbraio 2004 ad Adelboden nella medesima specialità, in entrambi i casi senza completare la gara. Il 27 novembre 2007 conquistò il suo unico podio in Nor-Am Cup, piazzandosi 3º nello slalom gigante disputato a Keystone.
Il 5 febbraio 2011 conquistò a Hinterstoder il suo miglior piazzamento in Coppa del Mondo: 10º in supergigante. I successivi Mondiali di Garmisch-Partenkirchen 2011 furono la sua unica partecipazione iridata; si classificò 25º nel supergigante e 33º nello slalom gigante. Il 21 novembre 2012 ottenne la sua prima vittoria in Coppa Europa, nonché primo podio, nello slalom gigante d'apertura della stagione tenutosi a Levi; un mese dopo, il 19 dicembre, colse a Zuoz/Sankt Moritz nella medesima specialità la seconda e ultima vittoria, nonché ultimo podio, nel circuito,
L'8 marzo 2014 prese per l'ultima volta il via in Coppa del Mondo, a Kranjska Gora in slalom gigante senza completare la gara, e al termine di quella stessa stagione 2013-2014 annunciò il proprio ritiro dalle competizioni agonistiche; continuò tuttavia a prendere parte a prove minori (gare FIS, Campionati nazionali) in Francia fino al definitivo ritiro avvenuto nel 2016, in occasione di un supergigante FIS disputato il 30 marzo a Val Thorens e chiuso da Frey al 10º posto.

## Palmarès

### Coppa del Mondo
- Miglior piazzamento in classifica generale: 83º nel 2011

### Coppa Europa
- Miglior piazzamento in classifica generale: 8º nel 2013
- 2 podi:
  - 2 vittorie

#### Coppa Europa - vittorie
| Data             | Località          | Paese     | Specialità |
| ---------------- | ----------------- | --------- | ---------- |
| 21 novembre 2012 | Levi              | Finlandia | GS         |
| 19 dicembre 2012 | Zuoz/Sankt Moritz | Svizzera  | GS         |

Legenda:

GS = slalom gigante

### Nor-Am Cup
- Miglior piazzamento in classifica generale: 44º nel 2008
- 1 podio:
  - 1 terzo posto

### Campionati francesi
- 3 medaglie[2]:
  - 2 argenti (supergigante nel 2006; supergigante nel 2007)
  - 1 bronzo (slalom gigante nel 2009)

### Campionati francesi juniores
- Campione francese juniores di slalom gigante nel 2004[senza fonte]